# Serampur

Serampore - Bengala Ocidental - Índia

Serampur (em inglês: Serampore) é uma cidade e uma municipalidade no distrito de Hooghly no estado Indiano da Bengala Ocidental. É parte de uma área assistida pela Autoridade Metropolitana para o Desenvolvimento de Kolkata. Durante o período colonial europeu na Índia, a cidade, então com o nome de Frederiksnagore, fez parte da Índia Dinamarquesa.

## História
Serampur é uma cidade histórica situada no estado de Bengala Ocidental, na Índia. Sua história rica remonta a séculos passados e desempenhou um papel significativo no desenvolvimento cultural e comercial da região.
A história de Serampur remonta ao século XVII, quando os dinamarqueses estabeleceram um posto comercial na área em 1698. A cidade logo se tornou um importante centro de comércio e missões cristãs. Em 1755, a Companhia Dinamarquesa das Índias Orientais adquiriu formalmente Serampur, e a cidade floresceu sob o domínio dinamarquês.
Serampur também é famosa por sua contribuição para a educação e missões cristãs na Índia. O missionário inglês William Carey desempenhou um papel crucial na tradução da Bíblia para vários idiomas indianos e na promoção da educação. O Colégio Serampur, fundada em 1818, é uma das instituições educacionais mais antigas da Índia e continua a ser um centro de aprendizado. A razão pela qual Carey desempenhou suas atividades em regiões governadas pelos dinamarqueses se deveu ao fato de que seus conterrâneos ingleses não permitiam, naquela época, a evangelização dos locais.
No início do século XIX, os britânicos anexaram Serampur após a assinatura do Tratado de Cessão, incorporando-a ao território da Índia Britânica. A cidade continuou a prosperar como um importante centro de comércio e educação sob o domínio britânico.
O Tratado de Cessão de 1845, também conhecido como Tratado de Amizade, Comércio e Navegação, foi um acordo entre a Dinamarca e o Reino Unido. Este tratado resultou na cessão da cidade de Serampur do controle dinamarquês para o controle britânico. O Tratado marcou o fim da presença colonial dinamarquesa em Serampur, e a cidade passou a fazer parte da Índia britânica. Essa transição teve amplas implicações para a governança e administração de Serampur e seu lugar na história indiana.
Após a independência da Índia em 1947, Serampur continuou a se desenvolver como parte do estado de Bengala Ocidental. Hoje, a cidade preserva seu patrimônio histórico e cultural, com belos edifícios coloniais e instituições educacionais renomadas.
Serampur é uma cidade que celebra seu passado enquanto se adapta aos desafios e oportunidades do presente. Com uma rica herança cultural e histórica, ela continua a ser um local de interesse tanto para os habitantes locais quanto para os visitantes.

## Geografia
Serampur localiza-se a 22° 45′ N, 88° 20′ O. Tem uma elevação média de 17 metros.
A área é composta por planícies aluviais planas que fazem parte do Delta do Ganges. Esta região é altamente industrializada.